# Rind (nordisk mytologi)
 For alternative betydninger, se Rind. (Se også artikler, som begynder med Rind)
Rind karakteriseres i norrøn mytologi på meget forskelligt vis - som jætte, som asynje og af Saxo som russisk prinsesse.
I Balders Drømme og Snorres Edda er hun den jætte, som føder Odin sønnen Vale, der hævner den blinde Høders uagtsomme drab på Balder. I vers 11 står, at "Rind føder Val i Vestersale", som betød Jotunheimen, hvor jætterne havde hjemme.
I 3. bog af Gesta Danorum er hun derimod en russisk prinsesse, som Odin lurede sig ind på, iført kvindetøj, så hun mod sin vilje blev med barn og fødte ham en søn, som i denne version hed Bo. Odin blev som straf for dette overgreb forvist fra Asgård (som hos Saxo lægges til Byzans), og Ull valgt til at træde i hans sted under fraværet.
I Kormaks saga nævnes i et vers, at Óðinn seið til Rindar (= Odin sejdede Rind, forheksede hende).
Rind nævnes også i Gylfaginning. I Groas galder nævnes hun i et vers:
Jeg galer dig det første, det gavnrige kvad,
galet for Rind af Ran:
at du skyder af skulder, hvad der synes tynge.
Kom selv dig selv til hjælp!